# سپرزدارو
زنگی دارو، سپرزدارو، سرخس شاخ گوزنی (نام علمی: Asplenium) مترداف (نام علمی: phylitis) نام یک سرده از تیره سپرزدارویان است.